# Давлятовка (Аскинский район)
Давлятовка (баш. Дәүләт) — деревня в Аскинском районе Башкортостана, относится к Петропавловскому сельсовету.

## География
Расстояние до:
- районного центра (Аскино): 14 км,
- центра сельсовета (Кигазы): 4 км,
- ближайшей ж/д станции (Куеда): 101 км.

## Население
| 2002 | 2009 | 2010 |
| ---- | ---- | ---- |
| 121  | ↗140 | ↘129 |

Национальный состав
Согласно переписи 2002 года, преобладающая национальность — башкиры (62 %).
По справке, составленной научным сотрудником Казанского Института языка, литературы и искусств Дамиром Исхаковым, на анализе данных переписей 1926-1979 было установлено, что местное население в рамках политики башкиризации, переписано с татар на башкир в 1979 году, а по предыдущим переписям в селе проживали мишари и татары.